# Кергозеро (озеро, Белозерский район)
Кергозеро — озеро в России, располагается на территории Белозерского района Вологодской области.
Площадь водной поверхности озера равняется 0,46 км². Уровень уреза воды находится на высоте 149,8 м над уровнем моря. Через безымянный ручей Кергозеро сообщается с озером Ламан.
Код объекта в государственном водном реестре — 08010200311110000004622.